# Amagi Brilliant Park
Amagi Brilliant Park är en mangaserie skriven av Shoji Gatoh och tecknad av Yuka Nakajima.

## Handling
Seiya Kanie är en snygg, perfektionistisk pojke som av den mystiska Isuza Sento blir tvingad att besöka ett nöjesfält vid namn Amagi Brilliant Park. Nöjesfältet drivs av varelser från det magiska landet Maple Land.
Men på senare tid har nöjesfältet fått stora ekonomiska bekymmer. För att handskas med dessa blir Kanie anställd av parkens ägare, Latifah Fleiranza, prinsessan av Maple Land som bara har tre månader på sig att attrahera 250 000 besökare för att undvika att parken tas över av en fastighetsförmedling, vilket skulle innebära att de magiska varelserna från Maple Land skulle förlora sitt hem. Frågan är om Seiya kan hjälpa till med att rädda parken.

## Rollista

### Huvudroller
Seiya Kanie (可児江 西也 Kanie Seiya?)
Röstskådespelare: Kōki Uchiyama
Seiya är en snygg, perfektionistisk pojke med hög intelligens och utmärkta reflexer. Han pratar ofta högt om sig själv vilket har en tendens att skrämma iväg folk. I sin barndom var han en känd barnskådespelare. Isuzu ger honom kraften att läsa en persons tankar, men kraften fungerar bara en gång med varje enskild person.
Isuzu Sento (千斗 いすず Sento Isuzu?)
Röstskådespelare: Ai Kakuma
En kunglig vakt som bär på ett magiskt gevär vid namn Steinberger. Hon har en stoisk personlighet och visar sällan känslor men öppnar sig mer under seriens gång, speciellt inför Seiya. Före Seiya kom till parken var hon direktör.
Latifah Fleuranza (ラティファ・フルーランザ Ratifa Furūranza?)
Röstskådespelare: Yukiyo Fujii
Prinsessan av Maple Land. Hon ger Seiya lite av sina magiska krafter genom att kyssa honom. I tidig ålder blev hon förbannad av en trollkarl som gjorde hennes kropp skör.

### Amagi Brilliant Park

#### Maskotar
Moffle (モッフル Moffuru?)
Röstskådespelare: Ayako Kawasumi
Fén av godis med formen av en mus med en hatt. Han är Amagi Brilliant Parks huvudmaskot. Moffle hatar när folk kallar honom för en "rip-off".
Macaron (マカロン Makaron?)
Röstskådespelare: Ryōko Shiraishi
Fén av musik med formen av ett får. Han har kort stubin, är skild och slåss för vårdnad av sin dotter.
Tirami (ティラミー Tiramī?)
Röstskådespelare: Ai Nonaka
Fén av blommor med formen av en rosa pomeranian. Han uppför sig ofta perverst och har en fetisch för tjocka damer.
Wanipi (ワニピー Wanipī?)
Röstskådespelare: Takuma Terashima
En fé med formen av en blå krokodil.
Dornel (ドルネル Doruneru?)
Röstskådespelare: Satoshi Hino
En till fé med formen av en iller som fastnat i en av parkens attraktioner och bestämt sig för att stanna där och titta på anime och spela MMORPGs.
Jaw (ジョー Jō?)
Röstskådespelare: Shinichiro Miki
En fé med formen av en blå haj. När han kommer i kontakt med vatten blir han till en större, läskigare version av sig själv.

#### Elementario
Muse (ミュース Myūsu?)
Röstskådespelare: Yuka Aisaka
Fén av vatten och ledaren över gruppen Elementario. I gruppen är hon bäst på att sjunga.
Salama (サーラマ Sārama?)
Röstskådespelare: Minami Tsuda
Fén av eld. Hon anses vara lat och när hon inte uppträder flejmar hon ofta på sin telefon.
Sylphy (シルフィー Shirufī?)
Röstskådespelare: Tomoyo Kurosawa
Fén av vind. Hon anses vara en pappskalle men är den bästa på att framträda i gruppen.
Kobory (コボリー Koborī?)
Röstskådespelare: Shiori Mikami
Fén av jord. Uppför sig ofta stoiskt och visar ett intresse för yaoi.

## Media

### Illustrerade romaner
Sedan den 20 februari 2013 har sex volymer blivit publicerade av Fujimi Shobo.
En spinoffserie skriven av Kenishou Yanagawa vid namn Amagi Brilliant Park: Maple Summoner har också blivit publicerad. Hittills finns det tre volymer.
| Nr. | Datum            | ISBN                   |
| --- | ---------------- | ---------------------- |
| 1   | 20 februari 2013 | ISBN 978-4-8291-3828-1 |
| 2   | 20 augusti 2013  | ISBN 978-4-8291-3921-9 |
| 3   | 18 januari 2014  | ISBN 978-4-04-070004-5 |
| 4   | 20 juni 2014     | ISBN 978-4-04-070207-0 |
| 5   | 18 oktober 2014  | ISBN 978-4-04-070208-7 |
| 6   | 18 april 2015    | ISBN 978-4-04-070209-4 |

### Manga
En mangaadaption med illustrationer av Kimitake Yoshioka började publiceras i 2014 års marsutgåva av Fujimi Shobos shōnen mangatidning Monthly Dragon Age, serien har också blivit sammanställd i två tankōbonvolymer släppta den 7 juni och den 8 oktober 2014. En yonkomamanga illustrerad av Kouji Azuma vid namn Amagi Brilliant Park? Fumo (甘城ブリリアントパーク?ふも?) började publiceras i juniutgåvan av Monthly Dragon Age 2014.
En tredje manga vi namn Amagi Brilliant Park the animation (甘城ブリリアントパークthe animation?), skriven av AmaBri Restoration Committee (甘ブリ再生委員会 Amaburi Saisei Iinkai?) och illustrerad av Ami Hakui planeras att publiceras på Kadokawas hemsida ComicWalker.

### Anime
En animeserie i 13 episoder producerad av Kyoto Animation och regisserad av Yasuhiro Takemoto sändes mellan den 6 oktober och den 25 december 2014. Seriens introtema var "Extra Magic Hour" (エクストラ・マジック・アワー Ekusutora Majikku Awā?) framförd av Akino och bless4. Eftertexttemat var "Elementalio de Aimashō!" (エレメンタリオで会いましょう! Erementario de Aimashō!?) framförd av alla röstskådespelarna för seriekaraktärerna i gruppen Elementario.

#### Lista över avsnitt
| Avsnitt | Titel                                                                                          | Första sändningsdatum |
| ------- | ---------------------------------------------------------------------------------------------- | --------------------- |
| 1       | "Inte tillräckligt med besökare!" "Okyaku ga Konai!" (お客が来ない!)                           | 6 oktober 2014        |
| 2       | "Inte tillräckligt med tid!" "Jikan ga Nai!" (時間がない!)                                     | 9 oktober 2014        |
| 3       | "Inte tillräckligt med förstärkning!" "Tekoire ga Kikanai!" (テコ入れが効かない!)              | 16 oktober 2014       |
| 4       | "Inte tillräckligt med produktivitet!" "Hisho ga Tsukaenai!" (秘書が使えない!)                 | 23 oktober 2014       |
| 5       | "Inte tillräckligt med pengar!" "Okane ga Tarinai!" (お金が足りない!)                          | 30 oktober 2014       |
| 6       | "Inte tillräckligt med folk!" "Hitode ga Tarinai!" (人手が足りない!)                           | 6 november 2014       |
| 7       | "Inte tillräckligt med poolsäkerhet!" "Pūru ga Abunai!" (プールが危ない!)                      | 13 november 2014      |
| 8       | "Inte tillräckligt med kärlek!" "Koigokoro ga Todokanai!" (恋心が届かない!)                    | 20 november 2014      |
| 9       | "Inte tillräckligt med lagarbete!" "Chīmuwāku ga Umarenai!" (チームワークが生まれない!)        | 27 november 2014      |
| 10      | "Inget kan göras!" "Mō Utsu Te ga Nai!" (もう打つ手がない!)                                    | 4 december 2014       |
| 11      | "Inget att oroa sig om nu!" "Kore de Mō Shinpainai!" (これでもう心配ない!)                     | 11 december 2014      |
| 12      | "Ingen vet vad framtiden kommer med!" "Mirai wa Darenimo Wakaranai!" (未来は誰にもわからない!) | 18 december 2014      |
| 13      | "Inte en bra PV" "PV ga Tsumaranai!" (PVがつまらない!)                                         | 25 december 2014      |